# Лакия (дем Седес)
Лакия (на гръцки: Λακκιά, до 1927 година Τροχανλή, Троханли) е село в Гърция, дем Седес (Терми), област Централна Македония.

## География
Селото е разположено на Халкидическия полуостров, на 30 km източно от Солун и на 10 km източно демовия център Седес (Терми), в подножието на Хортач (Хортиатис).

## История
В края на XIX век Турханли е турско село в Солунска кааза на Османската империя. В 1900 година според Васил Кънчов („Македония. Етнография и статистика“) в Турханли живеят 85 турци.
В 1913 година Турханли попада в Гърция. В 20-те години мюсюлманското му население се изселва и на негово място се заселват бежанци от село Дерекьой, Мала Азия. В 1927 година селото е прекръстено на Лакия. В 1928 година Лакия е представено като бежанско село с 31 бежански семейства и 120 души бежанци.
Енорийската църква в селото е посветена на Свети Димитър. Освен нея има и църква „Света Параскева“ и „Свети Константин“.